# Отињи
Отињи (фр. Autigny) насеље је и општина у северној Француској у региону Горња Нормандија, у департману Приморска Сена која припада префектури Дјеп.
По подацима из 2011. године у општини је живело 286 становника, а густина насељености је износила 69,76 становника/km². Општина се простире на површини од 4,1 km². Налази се на средњој надморској висини од 100 метара (максималној 114 m, а минималној 54 m).

## Демографија
| 1962. | 1968. | 1975. | 1982. | 1990. | 1999. | 2011. |
| ----- | ----- | ----- | ----- | ----- | ----- | ----- |
| 122   | 134   | 112   | 118   | 120   | 224   | 286   |

График промене броја становника у току последњих година